# Donax (molusco)
Donax nomeado, em inglês, wedge shell ou simplesmente donax -sing. (do grego antigoː δόναξ - "dónax"; designando um tipo de peixe ou vegetação), é um gênero de pequenos moluscos Bivalvia, marinhos e litorâneos, da família Donacidae; classificado por Carolus Linnaeus, em 1758, em seu Systema Naturae, ao nomear sua espécie-tipoː Donax rugosus. Habita costas de clima tropical e temperado da Terra, escolhendo as profundidades da zona entremarés, nas praias arenosas, como seu habitat, onde se enterra com o seu pé bem desenvolvido. Algumas espécies são usadas para a alimentação humana, como a conquilha portuguesa e outras.

## Espécies deDonax
De acordo com o World Register of Marine Species.
- Donax acutangulus Deshayes in Reeve, 1854
- Donax aperittus Melvill, 1897
- Donax asper Hanley, 1845
- Donax assimilis Hanley, 1845
- Donax baliregteri M. Huber, 2012
- Donax bertini Pilsbry, 1901
- Donax bipartitus G. B. Sowerby III, 1892
- Donax brazieri E. A. Smith, 1892
- Donax bruneirufi M. Huber, 2012
- Donax burnupi G. B. Sowerby III, 1894
- Donax caelatus Carpenter, 1857
- Donax californicus Conrad, 1837
- Donax carinatus Hanley, 1843
- Donax clathratus Reeve, 1854
- Donax columbella Lamarck, 1818
- Donax culter Hanley, 1845
- Donax cumingii Dunker, 1853
- Donax cuneatus Linnaeus, 1758
- Donax denisi Fischer-Piette, 1942
- Donax denticulatus Linnaeus, 1758
- Donax dentifer Hanley, 1843
- Donax domaini Cosel, 1995
- Donax dysoni Reeve, 1854
- Donax ecuadorianus Olsson, 1961
- Donax erythraeensis Bertin, 1881
- Donax faba Gmelin, 1791
- Donax fossor Say, 1822
- Donax francisensis (Cotton & Godfrey, 1938)
- Donax gemmula J. P. E. Morrison, 1971
- Donax gouldii Dall, 1921
- Donax gracilis Hanley, 1845
- Donax grasi M. Huber, 2010
- Donax hanleyanus Philippi, 1847
- Donax impar Hanley, 1882
- Donax incarnatus Gmelin, 1791
- Donax introradiatus Reeve, 1855
- Donax kindermanni (Philippi, 1847)
- Donax kiusiuensis Pilsbry, 1901
- Donax listeri Hanley, 1882
- Donax longissimus Thiele, 1931
- Donax lubricus Hanley, 1845
- Donax madagascariensis W. Wood, 1828
- Donax nitidus Deshayes, 1855
- Donax obesulus Reeve, 1854
- Donax obesus d'Orbigny, 1845
- Donax owenii Hanley, 1843
- Donax paxillus Reeve, 1854
- Donax phariformis Cosel, 1995
- Donax pseudacutangulus Cosel & Gofas, 2018
- Donax pulchellus Hanley, 1843
- Donax punctatostriatus Hanley, 1843
- Donax purpurascens (Gmelin, 1791)
- Donax pusillus Philippi, 1849
- Donax rothi Coan, 1983
- Donax rugosus Linnaeus, 1758
- Donax saigonensis Crosse & P. Fischer, 1864
- Donax saxulum Reeve, 1855
- Donax scalpellum Gray, 1825
- Donax scortum (Linnaeus, 1758)
- Donax sebae Cecalupo, Buzzurro & Mariani, 2008
- Donax semigranosus Dunker, 1877
- Donax semistriatus Poli, 1795
- Donax semisulcatus Hanley, 1843
- Donax serra Röding, 1798
- Donax siliqua Römer, 1870
- Donax simplex G. B. Sowerby III, 1897
- Donax sordidus Hanley, 1845
- Donax souverbianus Souverbie, 1860
- Donax spiculum Reeve, 1855
- Donax spinosus Gmelin, 1791
- Donax striatus Linnaeus, 1767
- Donax szemiani Oostingh, 1931
- Donax texasianus Philippi, 1847
- Donax ticaonicus Hanley, 1845
- Donax tinctus Gould, 1850
- Donax townsendi G. B. Sowerby III, 1894
- Donax transversus G. B. Sowerby I, 1825
- Donax trifasciatus (Linnaeus, 1758)
- Donax trunculus Linnaeus, 1758
- Donax variabilis Say, 1822
- Donax variegatus (Gmelin, 1791)
- Donax vellicatus Reeve, 1855
- Donax veneriformis Lamarck, 1818
- Donax venustus Poli, 1795
- Donax verdensis Cosel, 1995
- Donax veruinus Hedley, 1913
- Donax victoris Fischer-Piette, 1942
- Donax vittatus (da Costa, 1778)